# Semiothisa vivida
Semiothisa vivida är en fjärilsart som beskrevs av Walker 1866. Semiothisa vivida ingår i släktet Semiothisa och familjen mätare. Inga underarter finns listade i Catalogue of Life.